# Semion Korsakov
Pour les articles homonymes, voir Korsakov.
 (mai 2014).
Si vous disposez d'ouvrages ou d'articles de référence ou si vous connaissez des sites web de qualité traitant du thème abordé ici, merci de compléter l'article en donnant les références utiles à sa vérifiabilité et en les liant à la section « Notes et références ».

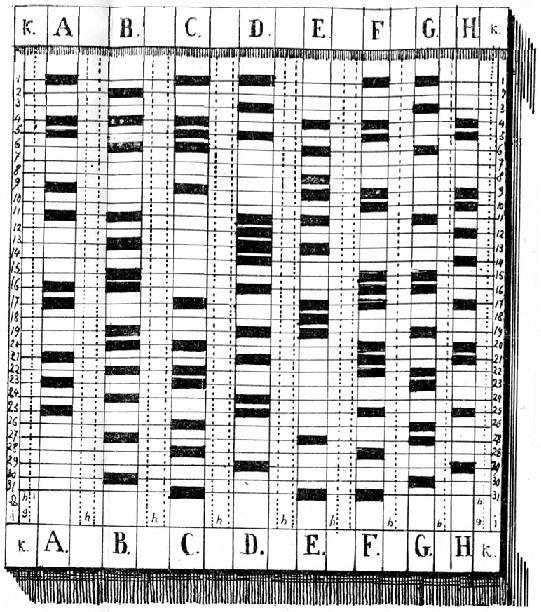
Dessin de brochure

Semion Nikolaïevitch Korsakov (en russe : Семён Николаевич Корсаков) (1788-1853) est un homéopathe et inventeur russe de la région de Moscou. Il se distingue pour sa participation dans le corps des volontaires de Saint-Pétersbourg en 1812-1813. Korsakov est connu comme l'inventeur de son système de dynamisations (système du flacon unique). Semen Korsakov, qui officiait sur les champs de bataille, avait besoin de pouvoir soigner un maximum de gens en un minimum de temps et en utilisant le moins de flacons possibles. Après la guerre, il reprend le travail dans la vie civile en tant que statisticien au Ministère de l'Intérieur. Il s'intéresse alors à la médecine.
Jusqu'en 1829, il pratique la médecine traditionnelle en tant que professionnel de santé. Néanmoins, après avoir été soigné homéopathiquement par un de ses parents pour des rhumatismes, il s'oriente vers l'homéopathie. Après cette découverte, il considère que c'est son devoir d'aider à la diffusion de l'homéopathie dans le grand public « par la parole mais aussi par l'action ». Il est l'auteur de nombreux ouvrages sur sa spécialité.
Il est l'auteur de la brochure « Aperçu d`un procédé nouveau d`investigation au moyen de machines à comparer les idées».